# Jean-Baptiste Cavaignac
Jean-Baptiste Cavaignac, född den 23 februari 1762 i Gourdon (Guienne), död den 24 mars 1829 i Bryssel, var en fransk politiker, far till Godefroi och Eugène Cavaignac.
Cavaignac var advokat i Toulouse, då han som ivrig anhängare av revolutionen 1792 invaldes i nationalkonventet. Där slöt han sig till den yttersta vänstern, röstade för Ludvig XVI:s avrättning utan uppskov och appell samt understödde Robespierres politik, men undgick att dras med i dennes fall genom att i tid övergå till thermidormännen (Tallien, Fréron med flera). Han var flera gånger konventskommissarie vid hären, där han uppträdde med mod och energi, samt förde vid "bergets" uppror 1 prairial år III befälet över trupperna, men kunde inte hindra de upproriska att intränga i konventets sessionssal och räddade själv med knapp nöd livet. 13 vendémiaire år III var Cavaignac en av anförarna i den segerrika striden mot Parissektionernas uppror. Under direktoriet var han medlem av de femhundras råd, och under konsulatet blev han av Bonaparte utnämnd till fransk generalkommissarie i Maskat, men tillträdde aldrig platsen på grund av kriget med England. Joseph Bonaparte gjorde honom till domänförvaltare i Neapel, och Murat gjorde honom till statsråd där. Efter att ha varit prefekt i departementet Somme under de hundra dagarna måste han som "kungamördare" gå i landsflykt vid den andra restaurationen och levde sedan i Bryssel.